# موسكوفيتش
موسكوفيتش (بالروسية: Москвич) شركة مساهمة روسية لتصنيع السيارات وقد ظهرت في خمسينات القرن العشرين وعلى رغم أن عدد طرازاتها كانت محدودة منذ تأسيسها إلا أنها نافست الشركات الروسية الأخرى للسيارات الأقدم منها مثل فولغا وزيل، وقد حققت شركة موسكوفيتش انتشارا كبيرا في جمهوريات الاتحاد السوفييتي والدول الحليفة آنذاك ومن بينها دول عربية وحاليا يبحث مسؤولو هذه الشركة في جمهورية روسيا الاتحادية عن شريك ألماني أو غربي لتمويل وإعادة تأهيل مصنع موسكوفيتش لإنتاج طرازات حديثة.